# Marquesado de Salinas del Río Pisuerga
El marquesado de Salinas del Río Pisuerga es un título nobiliario español creado el 18 de julio de 1609, por el rey Felipe III, para Luis de Velasco y Castilla, virrey de Nueva España, y también virrey del Perú.
El nombre hace referencia a la localidad de Salinas de Pisuerga, en el norte de la provincia de Palencia.

## Diferenciación con títulos homónimos
El título de marqués de Salinas del Río Pisuerga es independiente, y por tanto diferente al de marqués de Salinas, creado el 14 de marzo de 1711 por el rey Felipe V a favor de  José Antonio Echarri y Javier, y que el actual poseedor de la merced es Ignacio de Loyola Muñoz Ibarra.
Así mismo, tampoco tiene ninguna relación con el título de marqués de las Salinas, creado en 1733, para Juan Manuel Pérez de Tagle, y del que el actual poseedor es Leopoldo O'Donnell y Lara.
Aunque legalmente son tres títulos independientes y sin ninguna relación entre sí, la coincidencia en el parecido de las tres denominaciones se ha prestado a errores, sobre todo en lo que se refiere a las publicaciones del siglo XVII, ya que al existir durante más de cien años solo el de Marqués de Salinas del Río Pisuerga, se nombraba abreviadamente como marqués de Salinas.
Por tanto, todos los escritos anteriores a 1723, cuando dicen «marqués de Salinas», se están refiriendo al marqués de Salinas del Río Pisuerga.

## Marqueses de Salinas del Río Pisuerga
|                         | Titular                                                           | Periodo                 |
| Creación por Felipe III | Creación por Felipe III                                           | Creación por Felipe III |
| ----------------------- | ----------------------------------------------------------------- | ----------------------- |
| I                       | Luis de Velasco y Castilla                                        | 1609-1617               |
| II                      | Luis de Velasco e Ibarra                                          | 1617-1620               |
| III                     | Hipólito de Velasco e Ibarra                                      | 1620-1630               |
| IV                      | Juana María de Velasco y Osorio                                   | 1630-1634               |
| V                       | Luisa de Velasco y Osorio                                         | 1634-1674               |
| VI                      | Mariana de Velasco y Osorio                                       | 1674-1702               |
| VII                     | Nicolás Altamirano de Velasco y Villegas                          | 1702-1721               |
| VIII                    | Juan Javier Joaquín Gutiérrez Altamirano de Velasco y Legazpi     | 1721-1752               |
| IX                      | Juan Lorenzo Gutiérrez Altamirano de Velasco y Urrútia de Vergara | 1752-1802               |
| X                       | Ana María Gutiérrez Altamirano de Velasco y Ovando                | 1802                    |
| XI                      | José María Gómez de Cervantes y Altamirano de Velasco             | 1805-1856               |
| XII                     | Rosa de Bustos y Riquelme                                         | 1870-1906               |
| XIII                    | Rafael de Bustos y Ruiz de Arana                                  | 1909-1943               |
| XIV                     | Casilda de Bustos y Figueroa                                      | 1954-1980               |
| XV                      | Fernando Finat y de Bustos                                        | 1980-actual titular     |

## Historia de los marqueses de Salinas del Río Pisuerga

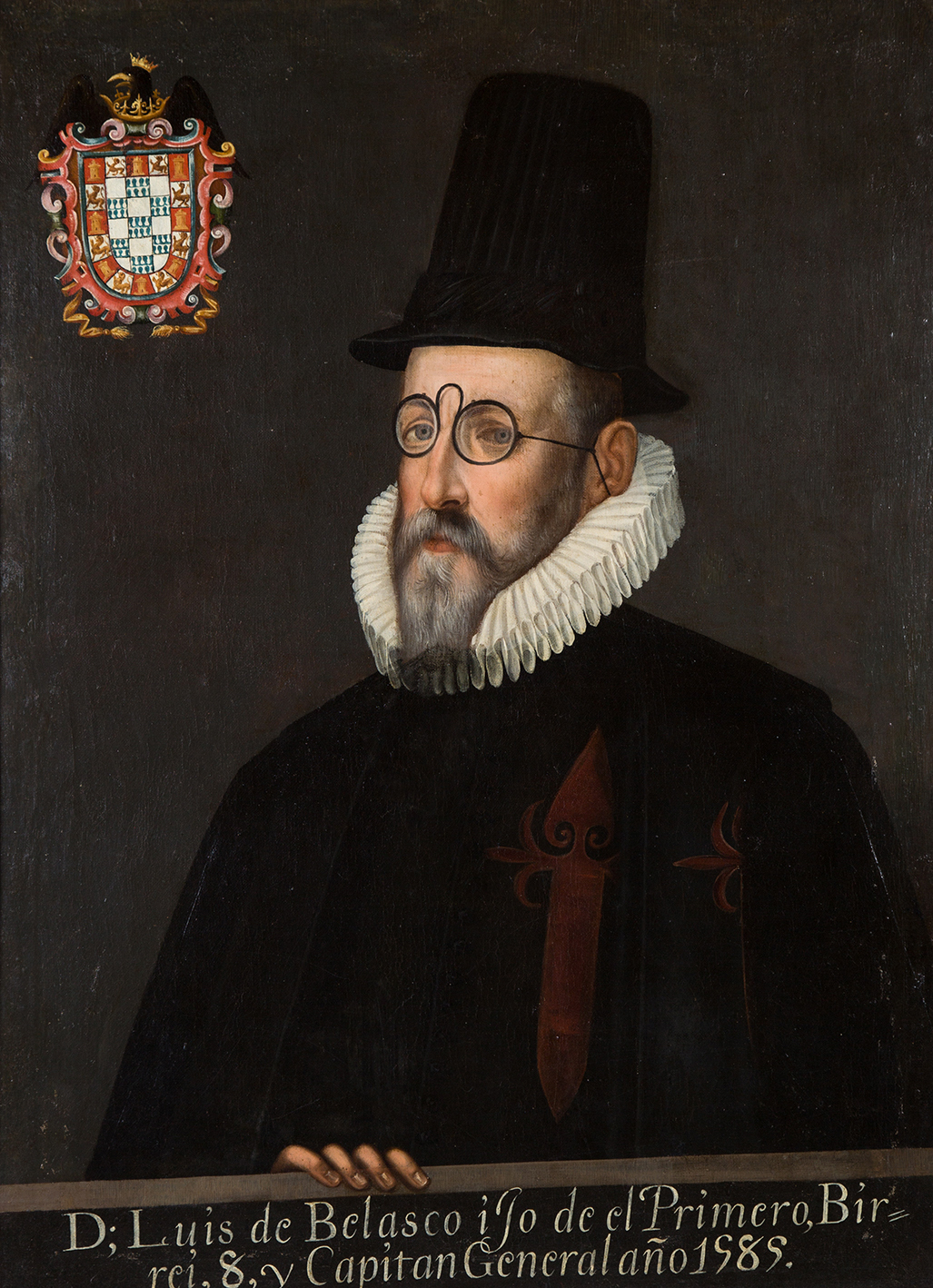
Luis de Velasco y Castilla, I marqués de Salinas, Virrey de Nueva España y de Perú

- Luis de Velasco y Castilla (Carrión de los Condes, 1534-Sevilla, 7 de septiembre de 1617), I marqués de Salinas del Río Pisuerga,[1][2] fue un personaje muy importante en la administración de los territorios americanos integrados en la corona de Castilla, siendo nombrado virrey de Nueva España, en dos ocasiones. También fue virrey del Perú. Terminó sus días en España como presidente del Consejo de Indias.

Casó con María de Ircio y Mendoza. Le sucedió su nieto, hijo de Francisco de Velasco, que falleció en 1608 antes que su padre, y quien contrajo matrimonio con su prima hermana, María de Ibarra y Velasco:
- Luis de Velasco e Ibarra (c. 1584/1585-10 de octubre de 1620),[3] II marqués de Salinas del Río Pisuerga,[1] nieto del I marqués.

Casó el 7 de septiembre de 1617 con Ana Blanca Osorio y Manrique. Tuvieron tres hijas, Juana María, Luisa Antonia y Mariana de Velasco Osorio que posteriormente heredaron sucesivamente el marquesado. Le sucedió su hermano:
- Hipólito de Velasco e Ibarra (c. 1591-1630), III marqués de Salinas del Río Pisuerga.[4][1] Falleció ahogado en alta mar cuando regresaba a España.[5] En 1630 le sucedió su sobrina,[5][1] hija de su hermano Luis, el II marqués de Salinas del Río Pisuerga:

- Juana María de Velasco y Osorio (1618-Madrid, 11 de octubre de 1634), IV marquesa de Salinas del Río Pisuerga.

Casó el 20 de febrero con  su primo Antonio Gómez Dávila Osorio Toledo y Manrique, II marqués de San Román, IV marqués de Velada, X marqués de Astorga, XI conde de Trastamara, X conde de Santa María de Ortigueira. Murió sin descendencia. Le sucedió, en 1634, su hermana:
- Luisa de Velasco y Osorio (1619-1674), V marquesa de Salinas del Río Pisuerga.[7][1]

Casó con su primo y concuñado, Bernardino Dávila Osorio. Sin descendencia, el 30 de febrero de 1674 le sucedió su hermana:
- Mariana de Velasco y Osorio (1620-Madrid, 21 de febrero de 1702), VI marquesa de Salinas del Río Pisuerga.

Contrajo matrimonio el 11 de abril de 1635, en Madrid, con Baltasar de Chaves y Mendoza de Hinojosa, II vizconde de la Calzada, I Condado de Santa Cruz de la Sierra y caballero de la Orden de Santiago. Le sucedió su sobrino, cuarto nieto del primer marqués.
- Nicolás Altamirano de Velasco y Villegas (baut. México, 3 de agosto de 1677-Ciudad de México, 28 de diciembre de 1721),[9] VII marqués de Salinas del Río Pisuerga,[1]  V conde de Santiago de Calimaya.[10]

Casó en primeras nupcias el 14 de septiembre de 1794, en Ciudad de México, con María Gorráez Beaumont Navarra y Luna (m. 1721). Contrajo un segundo matrimonio con Micaela Padilla y Estrada. En 1724 le sucedió su hijo del primer matrimonio:

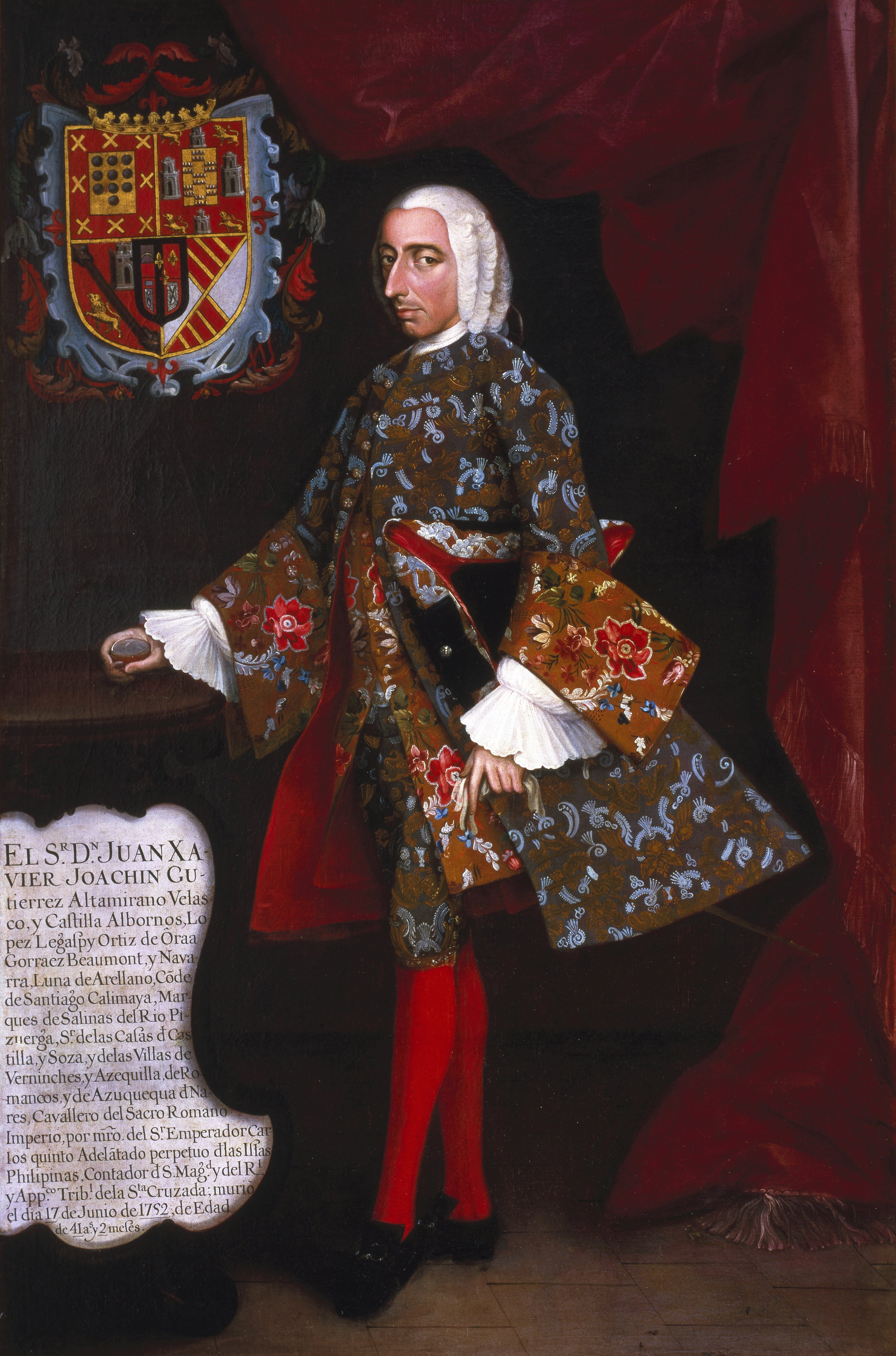
Juan Javier Altamirano Velasco, VIII marqués (ca. 1752) por Miguel Cabrera (Brooklyn Museum)

- Juan Javier Altamirano de Velasco y Legazpi (1711-Ciudad de México, 17 de junio de 1752),[9] VIII marqués de Salinas del Río Pisuerga[1] y VI conde de Santiago de Calimaya.[10]

Casó el 21 de junio de 1732 con María Urrutia de Vergara y López de Peralta. Casó en segundas nupcias con María Jacinta Núñez de Villavicencio y Dávalos. En 1752 le sucedió su hijo del primer matrimonio:
- Juan Lorenzo Altamirano de Velasco y Urrútia de Vergara, (1733-1793), IX marqués de Salinas del Río Pisuerga[1] y VII conde de Santiago de Calimaya,[11] III marqués de Salvatierra de Peralta.

Casó con María Bárbara de Ovando y Rivadeneyra. En julio de 1802, por sentencia de tenuta, confirmada en 1804, le sucedió su hija:
- Ana María Gutiérrez Altamirano de Velasco y Ovando, X marquesa de Salinas del Río Pisuerga[1] y X condesa de Santiago de Calimaya,[11] VII marquesa de Salvatierra de Peralta.

Contrajo matrimonio con Ignacio Leonel Gómez de Cervantes y Padilla. Sucedió el 24 de marzo de 1802, previa renuncia de la marquesa, su hijo que obtuvo la carta de sucesión el 22 de abril de 1805:
- José María Gómez de Cervantes y Altamirano de Velasco (1786-1856) XI marqués de Salinas del Río Pisuerga[1] y XI conde de Santiago de Calimaya.[12]

Casó con Mariana de Michaus y Oroquieta y en segundas nupcias con Ana María Ozta y Cotera. En 16 de noviembre de 1870, le sucedió:
- Rosa de Bustos y Riquelme (Madrid, 21 de octubre de 1847-Murcia, 13 de julio de 1906),[13] XII marquesa de Salinas del Río Pisuerga.[1] Era hija de  Rafael de Bustos y Castilla-Portugal y de María Teresa Riquelme y Arce, III marquesa de las Almenas,[14]

Casó con Antonio Pascual de Riquelme Palavicino, X marqués de Beniel, de quien se divorció en 1902 sin haber tenido descendecia. En 22 de octubre de 1909 le sucedió su sobrino nieto:
- Rafael de Bustos y Ruiz de Arana (Madrid 12 de febrero de 1885-21 de agosto de 1943),[16] XIII marqués de Salinas del Río Pisuerga,[1] XV duque de Pastrana,[16] hijo de Alfonso de Bustos y Bustos (Madrid, 13 de noviembre de 1861-Madrid, 25 de diciembre de 1928), IX marqués de Corvera, IV marqués de las Almenas, XI vizconde de Rías y de su esposa, María Isabel Luisa Ruiz de Arana y Osorio de Moscoso, XXII condesa de Nieva,[16] y XVI condesa de Oliveto (por rehabilitación en 1927) hija de José Ruiz de Arana y Saavedra, duque consorte de Baena.[16]

Casó en Madrid en 1909 con Casilda de Figueroa y Alonso Martínez, hija de Álvaro de Figueroa y Torres I conde de Romanones. En 11 de junio de 1954 le sucedió su hija:
- Casilda de Bustos y Figueroa (Madrid, 2 de noviembre de 1910-3 de julio de 2000),[18] XIV marquesa de Salinas del Río Pisuerga,[1] XI marquesa de Corvera,[19] XX marquesa de Campotéjar,[20] XVI duquesa de Pastrana[17] y V marquesa de las Almenas.

Casó el 27 de junio de 1929 con José Finat y Escrivá de Romaní, conde de Mayalde, embajador de España y alcalde de Madrid. En 3 de octubre de 1980, por distribución, le sucedió su hijo:
- Fernando Finat y de Bustos (San Sebastián, 20 de diciembre de 1936- ),[21] XV marqués de Salinas del Río Pisuerga,[1][22] VI marqués de las Almenas.

Casó el 27 de julio de 1960, en San Sebastián, con María Cecilia Walford Hawkins y de Borbón, V duquesa de Ansola. Padres de: Juan (1961-1991), Elena (n. 1962), Cecilia (n. 1963), Fernando (n. 1966), y Álvar Finat y Walford (n. 1976).